# Dysauxes
Dysauxes is een geslacht van vlinders van de familie spinneruilen (Erebidae), uit de onderfamilie Arctiinae.

## Soorten
- D. ancilla Linnaeus, 1767 - dienares
- D. cambouei Oberthür, 1893
- D. famula (Freyer, 1836)
- D. florida Joannis, 1906
- D. hyalina Frr.
- D. kaschmiriensis Rothschild, 1910
- D. punctata (Fabricius, 1781)
- D. quinquemacula Mabille
- D. syntomidalis Staudinger, 1891